# Aeroportul Internațional Diori Hamani
Aeroportul Internațional Diori Hamani (IATA: NIM, ICAO: DRRN) este un aeroport din Niamey, Niger ce deservește zona Niamey. Aeroportul a fost tranzitat în 2019 de 363.093 de pasageri. A fost numit după Diori Hamani⁠(d).
Situat la o altitudine de 223 m, aeroportul dispune de 2 piste.

## Infrastructură

### Piste
Aeroportul dispune de 2 piste. Pista 09R/27L are suprafața de Bitum și dimensiunile 3.000 m × 45 m. Pista 09L/27R are suprafața de laterite[*] și dimensiunile 1.620 m × 40 m. 

### Terminale
Aerogara are în componență 1 terminal, Niamey Air Base⁠(d). 